# Umah Besi
Umah Besi is een bestuurslaag in het regentschap Bener Meriah van de provincie Atjeh, Indonesië. Umah Besi telt 1059 inwoners (volkstelling 2010).